# John Wesley Hanson
John Wesley Hanson A.M., D.D. (1823-1901) was een Amerikaans predikant afkomstig uit Boston, Massachusetts. Hij behoorde tot de Universalist Church of America en is vooral bekend geworden door zijn vertaling van het Nieuwe Testament gebaseerd op de Griekse grondtekst van Westcott en Hort.
Hij was de zoon van Harriet Browne Hanson en William Hanson. Zijn vader was werkzaam als timmerman. Hij groeide op in armoedige toestanden. Na zijn middelbareschooltijd vond hij werk als boekhouder van een katoenfabriek. In de tussentijd studeerde hij Grieks, Latijn, Duits en theologie onder de hoede van universalistische predikanten. In 1845 werd hij bevestigd als predikant in Wentworth, New Hampshire. Daarnaast gaf hij als leraar les in een dorpsschool. Het werk als predikant gaf aanvankelijk maar weinig voldoening. Uiteindelijk werd hij overgeplaatst naar Norridgewock, Maine (1848). Later werd hij redacteur bij verschillende universalistische publicaties en hield hij zich voornamelijk bezig met wetenschappelijk Bijbelonderzoek.
Hanson was gedurende de Amerikaanse Burgeroorlog (1861-1865) als aalmoezenier verbonden geweest aan de Sixth Regiment of the Unattached Companies Massachusetts Volunteer Militia, die tot taak had de oostkust van de staat Massachusetts te verdedigen tegen aanvallen van het zuidelijke leger. In 1866 verscheen van zijn hand een ooggetuigenverslag van zijn belevenissen als aalmoezenier.
In de jaren 1870 vertrok Hanson als zendingspredikant naar het Verenigd Koninkrijk om er pastor te worden van de St. Paul's Universalist Church in Glasgow, Schotland, maar was later pastor van de Universalist New Covenant Church in Chicago (1883). Daarnaast was hij als docent kerkgeschiedenis en systematische theologie verbonden aan Lombard University, Galesburg, Illinois (bij Chicago). In deze laatste positie wijdde hij veel tijd aan zijn vertaling van het Nieuwe Testament die in twee delen in respectievelijk 1883 en 1885 (The New Covenant, Vol. I, vol. II) verscheen. Het eerste deel bevat een vertaling van de vier evangeliën en het tweede deel de overige boeken van het Nieuwe Testament. Op sommige plaatsen geeft hij een andere vertaling dan gebruikelijk. Zo vertaald hij bijvoorbeeld baptism (dopen) met immersion (dompelen), testament (testament) met covenant (verbond) en het Griekse woord voor eeuwig, aioon met aeon, angel (engel) - afhankelijk van de context - met messenger (boodschapper) enzovoorts.
Hij was zijn hele leven lang een groot pleitbezorger van de universalistische theologie en meende zelfs dat het universalisme de leidende theologische stroming was binnen de vroege kerk. In 1899 publiceerde hij Universalism: The Prevailing Doctrine of the Christian Church during Its First Five Hundred Years ("Universalisme: De heersende leer binnen de Christelijke Kerk gedurende de eerste vijfhonderd jaar"). Dit boek wordt nog steeds gedrukt. De meningen over de inhoud lopen uiteen.
Hanson geloofde sterk in de historische betrouwbaarheid (in moderne zin van het woord) van het Nieuwe Testament en in zijn vertaling volgt hij over het algemeen relatief vroege dateringen voor de geschriften. Volgens hem zijn de evangeliën ooggetuigenverslagen. In zijn boek The Supernatural and related topics wordt door hem een poging ondernomen om de wonderen die in de Bijbel voorkomen rationeel te beargumenteren.
Naast wetenschappelijke studies en boeken schreef hij ook veel werken met een devotioneel karakter en stelde enkele liedboeken samen.

## Werken
- Witnesses to the Truth: Containing Passages From Distinguished Authors, Developing the Great Truth of Universal Salvation: With an Appendix, Exhibiting the Enormity of the Doctrine of Endless Misery, 1854.
- Historical sketch of the old Sixth regiment of Massachusetts volunteers during its three campaigns in 1861, 1862, 1863, and 1864.Boston, Lee and Shepard, 1866.
- Christian Chorals: A Hymn and Tune Book for the Congregation and the Home. 18704.
- The Greek Word Aion--Aionios, Translated Everlasting--Eternal, in the Holy Bible Shown to Denote Limited Duration. 1875.
- Bible Proofs of Universal Salvation, 1877.
- The Bible Hell: The Words Rendered Hell in the Bible, Sheol, Hadees, Tartarus, & Gehenna, Shown to Denote a State of Temporal Duration. All the Texts containing the Word Examined and Explained in Harmony with the Doctrine of Universal Salvation, 1878.
- A Brief Debate on Universal Salvation and Endless Punishment Between John Wesley Hanson. D.D., And Rev. John Hogarth Lozier, 1879.
- Aiōn-Aiōnios: an excursus on the Greek word rendered everlasting, eternal, etc., in the Holy Bible,  1880.
- A Cloud of Witnesses Containing Selections from the Writings of Poets and Other Literary and Celebrated Persons, Expressive of the Universal Triumph of Good Over Evil, 1880. [Verbeterde herdruk van Witnesses to the Truth.]
- The Prayer of Prayers: Twelve Discourses On the Lord's Prayer, 1882.
- The New Covenant: Volume I. --The Four Gospels, 1883.
- The New Covenant: Volume II.--Acts, the Epistles, Revelation, 1885.
- Bible Proofs of Universal Salvation; Containing the Principal Passages of Scripture that Teach the Final Holiness and Happiness of All Mankind, 18856.
- Voices of the Faith A Birthday Book Containing a Selection for Every Day in the Year from Writers Expressing the Universalist Faith, 3rd Edition, 1887.
- A Pocket Cyclopedia: Brief Explanations of Religious Terms As Understood by Universalists, 1892.
- Manna: A Book of Daily Worship, Containing Brief Scripture Lessons and Prayers for Individual and Family Use, For Every Day in the Year, 1892.
- Bible Threatenings Explained; Or, Passages of Scripture Sometimes Quoted to Prove Endless Punishment Shown to Teach Consequences of Limited Duration, 18937.
- The World's Congress of Religions The Addresses and Papers Delivered Before the Parliament, and An Abstract of the Congresses Held in the Art Institute, 1894. [red.]
- The Life and Works of the World's Greatest Evangelist Dwight L. Moody: A Complete and Authentic Review of the Marvelous Career of the Most Remarkable Religious General in History, 1900.
- The Supernatural and related topics, 1901